# Šehzade Abdullah
Şehzade Abdullah (1523–1523) byl osmanský princ a syn sultána Sulejmana I. a Hürrem Sultan. Narodil se v roce 1523 v paláci Topkapi a zemřel několik měsíců po svém narození tamtéž.